# Malí en los Juegos Olímpicos de México 1968
Malí estuvo representado en los Juegos Olímpicos de México 1968 por dos deportistas masculinos que compitieron en dos deportes.
El equipo olímpico maliense no obtuvo ninguna medalla en estos Juegos.